# Villefranche (Yonne)
Villefranche korábbi község (település) Franciaországban, Saône-et-Loire megyében. 2016. január 1-jén további 13 korábbi községgel egyesült és azokkal együtt Charny Orée de Puisaye új község része lett.
Lakosainak száma 602 fő (2018. január 1.). Villefranche Saint-Loup-d’Ordon, Chevillon, Prunoy, Montcorbon, Cudot, Dicy, Précy-sur-Vrin és Sépeaux községekkel határos.

## Népesség
A település népessége az elmúlt években az alábbi módon változott:
| Lakosok száma | 648  | 605  | 574  | 537  | 519  | 616  | 635  | 628  | 606  | 602  |
|               | 1962 | 1968 | 1975 | 1982 | 1990 | 2008 | 2013 | 2015 | 2017 | 2018 |